# Where Do You Go
Where Do You Go è un singolo del gruppo musicale statunitense No Mercy, pubblicato il 13 maggio 1996 come secondo estratto dal primo album in studio My Promise.

## Descrizione
Il brano è stato scritto da Peter Bischof-Fallenstein e Frank Farian e prodotto da quest'ultimo. Originariamente la canzone è stata interpretata dai La Bouche, che tuttavia non l'hanno pubblicata come singolo. La versione più conosciuta è quindi quella dei No Mercy.

## Successo commerciale
La canzone ha riscosso un discreto successo nell'estate 1996 raggiungendo ottime posizioni nelle classifiche.

## Tracce
CD-Maxi (MCI 74321 36325 2 (BMG) / EAN 0743213632520)
1. Where Do You Go (Radio mix) – 4:28
2. Where Do You Go (Ocean Drive Mix) – 7:27
3. Where Do You Go (Club Mix) – 7:10
4. Where Do You Go (Spike Mix) – 6:25
5. Where Do You Go (Spike Dub Mix) – 6:05
6. Where Do You Go (Manumission Mix) – 5:33

CD-Single (MCI 74321 38349 2 (BMG)
1. Where Do You Go (Radio Mix) – 4:18
2. Where Do You Go (Ocean Drive Mix) – 7:27

## Classifiche
| Paese             | Posizione raggiunta |
| ----------------- | ------------------- |
| Regno Unito       | 2                   |
| Australia         | 2                   |
| Germania          | 3                   |
| Svizzera          | 4                   |
| Francia           | 4                   |
| Austria           | 5                   |
| Belgio (Vallonia) | 5                   |
| Svezia            | 6                   |
| Paesi Bassi       | 10                  |
| Italia            | 10                  |
| Finlandia         | 15                  |
| Nuova Zelanda     | 27                  |
| Belgio (Fiandre)  | 32                  |